# Calothamnus robustus
Calothamnus robustus är en myrtenväxtart som beskrevs av Johannes Conrad Schauer. Calothamnus robustus ingår i släktet Calothamnus och familjen myrtenväxter. Inga underarter finns listade i Catalogue of Life.